# 1582
Portal Geschichte | Portal Biografien | Aktuelle Ereignisse | Jahreskalender | Tagesartikel

◄ |
15. Jahrhundert |
16. Jahrhundert
| 17. Jahrhundert | ►

◄ |
1550er |
1560er |
1570er |
1580er
| 1590er | 1600er | 1610er | ►

◄◄ |
◄ |
1578 |
1579 |
1580 |
1581 |
1582
| 1583 | 1584 | 1585 | 1586 | ► | ►►
Staatsoberhäupter  · Nekrolog   · Musikjahr
| Januar | Januar | Januar | Januar | Januar | Januar | Januar |
| Mo     | Di     | Mi     | Do     | Fr     | Sa     | So     |
| ------ | ------ | ------ | ------ | ------ | ------ | ------ |
| 1      | 2      | 3      | 4      | 5      | 6      | 7      |
| 8      | 9      | 10     | 11     | 12     | 13     | 14     |
| 15     | 16     | 17     | 18     | 19     | 20     | 21     |
| 22     | 23     | 24     | 25     | 26     | 27     | 28     |
| 29     | 30     | 31     |        |        |        |        |

| Februar | Februar | Februar | Februar | Februar | Februar | Februar |
| Mo      | Di      | Mi      | Do      | Fr      | Sa      | So      |
| ------- | ------- | ------- | ------- | ------- | ------- | ------- |
|         |         |         | 1       | 2       | 3       | 4       |
| 5       | 6       | 7       | 8       | 9       | 10      | 11      |
| 12      | 13      | 14      | 15      | 16      | 17      | 18      |
| 19      | 20      | 21      | 22      | 23      | 24      | 25      |
| 26      | 27      | 28      |         |         |         |         |

| März | März | März | März | März | März | März |
| Mo   | Di   | Mi   | Do   | Fr   | Sa   | So   |
| ---- | ---- | ---- | ---- | ---- | ---- | ---- |
|      |      |      | 1    | 2    | 3    | 4    |
| 5    | 6    | 7    | 8    | 9    | 10   | 11   |
| 12   | 13   | 14   | 15   | 16   | 17   | 18   |
| 19   | 20   | 21   | 22   | 23   | 24   | 25   |
| 26   | 27   | 28   | 29   | 30   | 31   |      |

| April | April | April | April | April | April | April |
| Mo    | Di    | Mi    | Do    | Fr    | Sa    | So    |
| ----- | ----- | ----- | ----- | ----- | ----- | ----- |
|       |       |       |       |       |       | 1     |
| 2     | 3     | 4     | 5     | 6     | 7     | 8     |
| 9     | 10    | 11    | 12    | 13    | 14    | 15    |
| 16    | 17    | 18    | 19    | 20    | 21    | 22    |
| 23    | 24    | 25    | 26    | 27    | 28    | 29    |
| 30    |       |       |       |       |       |       |

| Mai | Mai | Mai | Mai | Mai | Mai | Mai |
| Mo  | Di  | Mi  | Do  | Fr  | Sa  | So  |
| --- | --- | --- | --- | --- | --- | --- |
|     | 1   | 2   | 3   | 4   | 5   | 6   |
| 7   | 8   | 9   | 10  | 11  | 12  | 13  |
| 14  | 15  | 16  | 17  | 18  | 19  | 20  |
| 21  | 22  | 23  | 24  | 25  | 26  | 27  |
| 28  | 29  | 30  | 31  |     |     |     |

| Juni | Juni | Juni | Juni | Juni | Juni | Juni |
| Mo   | Di   | Mi   | Do   | Fr   | Sa   | So   |
| ---- | ---- | ---- | ---- | ---- | ---- | ---- |
|      |      |      |      | 1    | 2    | 3    |
| 4    | 5    | 6    | 7    | 8    | 9    | 10   |
| 11   | 12   | 13   | 14   | 15   | 16   | 17   |
| 18   | 19   | 20   | 21   | 22   | 23   | 24   |
| 25   | 26   | 27   | 28   | 29   | 30   |      |

| Juli | Juli | Juli | Juli | Juli | Juli | Juli |
| Mo   | Di   | Mi   | Do   | Fr   | Sa   | So   |
| ---- | ---- | ---- | ---- | ---- | ---- | ---- |
|      |      |      |      |      |      | 1    |
| 2    | 3    | 4    | 5    | 6    | 7    | 8    |
| 9    | 10   | 11   | 12   | 13   | 14   | 15   |
| 16   | 17   | 18   | 19   | 20   | 21   | 22   |
| 23   | 24   | 25   | 26   | 27   | 28   | 29   |
| 30   | 31   |      |      |      |      |      |

| August | August | August | August | August | August | August |
| Mo     | Di     | Mi     | Do     | Fr     | Sa     | So     |
| ------ | ------ | ------ | ------ | ------ | ------ | ------ |
|        |        | 1      | 2      | 3      | 4      | 5      |
| 6      | 7      | 8      | 9      | 10     | 11     | 12     |
| 13     | 14     | 15     | 16     | 17     | 18     | 19     |
| 20     | 21     | 22     | 23     | 24     | 25     | 26     |
| 27     | 28     | 29     | 30     | 31     |        |        |

| September | September | September | September | September | September | September |
| Mo        | Di        | Mi        | Do        | Fr        | Sa        | So        |
| --------- | --------- | --------- | --------- | --------- | --------- | --------- |
|           |           |           |           |           | 1         | 2         |
| 3         | 4         | 5         | 6         | 7         | 8         | 9         |
| 10        | 11        | 12        | 13        | 14        | 15        | 16        |
| 17        | 18        | 19        | 20        | 21        | 22        | 23        |
| 24        | 25        | 26        | 27        | 28        | 29        | 30        |

| Oktober | Oktober | Oktober | Oktober | Oktober | Oktober | Oktober |
| Mo      | Di      | Mi      | Do      | Fr      | Sa      | So      |
| ------- | ------- | ------- | ------- | ------- | ------- | ------- |
| 1       | 2       | 3       | 4       | 15      | 16      | 17      |
| 18      | 19      | 20      | 21      | 22      | 23      | 24      |
| 25      | 26      | 27      | 28      | 29      | 30      | 31      |

| November | November | November | November | November | November | November |
| Mo       | Di       | Mi       | Do       | Fr       | Sa       | So       |
| -------- | -------- | -------- | -------- | -------- | -------- | -------- |
| 1        | 2        | 3        | 4        | 5        | 6        | 7        |
| 8        | 9        | 10       | 11       | 12       | 13       | 14       |
| 15       | 16       | 17       | 18       | 19       | 20       | 21       |
| 22       | 23       | 24       | 25       | 26       | 27       | 28       |
| 29       | 30       |          |          |          |          |          |

| Dezember | Dezember | Dezember | Dezember | Dezember | Dezember | Dezember |
| Mo       | Di       | Mi       | Do       | Fr       | Sa       | So       |
| -------- | -------- | -------- | -------- | -------- | -------- | -------- |
|          |          | 1        | 2        | 3        | 4        | 5        |
| 6        | 7        | 8        | 9        | 10       | 11       | 12       |
| 13       | 14       | 15       | 16       | 17       | 18       | 19       |
| 20       | 21       | 22       | 23       | 24       | 25       | 26       |
| 27       | 28       | 29       | 30       | 31       |          |          |

| Januar | Januar | Januar | Januar | Januar | Januar | Januar |
| Mo     | Di     | Mi     | Do     | Fr     | Sa     | So     |
| ------ | ------ | ------ | ------ | ------ | ------ | ------ |
| 1      | 2      | 3      | 4      | 5      | 6      | 7      |
| 8      | 9      | 10     | 11     | 12     | 13     | 14     |
| 15     | 16     | 17     | 18     | 19     | 20     | 21     |
| 22     | 23     | 24     | 25     | 26     | 27     | 28     |
| 29     | 30     | 31     |        |        |        |        |

| Februar | Februar | Februar | Februar | Februar | Februar | Februar |
| Mo      | Di      | Mi      | Do      | Fr      | Sa      | So      |
| ------- | ------- | ------- | ------- | ------- | ------- | ------- |
|         |         |         | 1       | 2       | 3       | 4       |
| 5       | 6       | 7       | 8       | 9       | 10      | 11      |
| 12      | 13      | 14      | 15      | 16      | 17      | 18      |
| 19      | 20      | 21      | 22      | 23      | 24      | 25      |
| 26      | 27      | 28      |         |         |         |         |

| März | März | März | März | März | März | März |
| Mo   | Di   | Mi   | Do   | Fr   | Sa   | So   |
| ---- | ---- | ---- | ---- | ---- | ---- | ---- |
|      |      |      | 1    | 2    | 3    | 4    |
| 5    | 6    | 7    | 8    | 9    | 10   | 11   |
| 12   | 13   | 14   | 15   | 16   | 17   | 18   |
| 19   | 20   | 21   | 22   | 23   | 24   | 25   |
| 26   | 27   | 28   | 29   | 30   | 31   |      |

| April | April | April | April | April | April | April |
| Mo    | Di    | Mi    | Do    | Fr    | Sa    | So    |
| ----- | ----- | ----- | ----- | ----- | ----- | ----- |
|       |       |       |       |       |       | 1     |
| 2     | 3     | 4     | 5     | 6     | 7     | 8     |
| 9     | 10    | 11    | 12    | 13    | 14    | 15    |
| 16    | 17    | 18    | 19    | 20    | 21    | 22    |
| 23    | 24    | 25    | 26    | 27    | 28    | 29    |
| 30    |       |       |       |       |       |       |

| Mai | Mai | Mai | Mai | Mai | Mai | Mai |
| Mo  | Di  | Mi  | Do  | Fr  | Sa  | So  |
| --- | --- | --- | --- | --- | --- | --- |
|     | 1   | 2   | 3   | 4   | 5   | 6   |
| 7   | 8   | 9   | 10  | 11  | 12  | 13  |
| 14  | 15  | 16  | 17  | 18  | 19  | 20  |
| 21  | 22  | 23  | 24  | 25  | 26  | 27  |
| 28  | 29  | 30  | 31  |     |     |     |

| Juni | Juni | Juni | Juni | Juni | Juni | Juni |
| Mo   | Di   | Mi   | Do   | Fr   | Sa   | So   |
| ---- | ---- | ---- | ---- | ---- | ---- | ---- |
|      |      |      |      | 1    | 2    | 3    |
| 4    | 5    | 6    | 7    | 8    | 9    | 10   |
| 11   | 12   | 13   | 14   | 15   | 16   | 17   |
| 18   | 19   | 20   | 21   | 22   | 23   | 24   |
| 25   | 26   | 27   | 28   | 29   | 30   |      |

| Juli | Juli | Juli | Juli | Juli | Juli | Juli |
| Mo   | Di   | Mi   | Do   | Fr   | Sa   | So   |
| ---- | ---- | ---- | ---- | ---- | ---- | ---- |
|      |      |      |      |      |      | 1    |
| 2    | 3    | 4    | 5    | 6    | 7    | 8    |
| 9    | 10   | 11   | 12   | 13   | 14   | 15   |
| 16   | 17   | 18   | 19   | 20   | 21   | 22   |
| 23   | 24   | 25   | 26   | 27   | 28   | 29   |
| 30   | 31   |      |      |      |      |      |

| August | August | August | August | August | August | August |
| Mo     | Di     | Mi     | Do     | Fr     | Sa     | So     |
| ------ | ------ | ------ | ------ | ------ | ------ | ------ |
|        |        | 1      | 2      | 3      | 4      | 5      |
| 6      | 7      | 8      | 9      | 10     | 11     | 12     |
| 13     | 14     | 15     | 16     | 17     | 18     | 19     |
| 20     | 21     | 22     | 23     | 24     | 25     | 26     |
| 27     | 28     | 29     | 30     | 31     |        |        |

| September | September | September | September | September | September | September |
| Mo        | Di        | Mi        | Do        | Fr        | Sa        | So        |
| --------- | --------- | --------- | --------- | --------- | --------- | --------- |
|           |           |           |           |           | 1         | 2         |
| 3         | 4         | 5         | 6         | 7         | 8         | 9         |
| 10        | 11        | 12        | 13        | 14        | 15        | 16        |
| 17        | 18        | 19        | 20        | 21        | 22        | 23        |
| 24        | 25        | 26        | 27        | 28        | 29        | 30        |

| Oktober | Oktober | Oktober | Oktober | Oktober | Oktober | Oktober |
| Mo      | Di      | Mi      | Do      | Fr      | Sa      | So      |
| ------- | ------- | ------- | ------- | ------- | ------- | ------- |
| 1       | 2       | 3       | 4       | 15      | 16      | 17      |
| 18      | 19      | 20      | 21      | 22      | 23      | 24      |
| 25      | 26      | 27      | 28      | 29      | 30      | 31      |

| November | November | November | November | November | November | November |
| Mo       | Di       | Mi       | Do       | Fr       | Sa       | So       |
| -------- | -------- | -------- | -------- | -------- | -------- | -------- |
| 1        | 2        | 3        | 4        | 5        | 6        | 7        |
| 8        | 9        | 10       | 11       | 12       | 13       | 14       |
| 15       | 16       | 17       | 18       | 19       | 20       | 21       |
| 22       | 23       | 24       | 25       | 26       | 27       | 28       |
| 29       | 30       |          |          |          |          |          |

| Dezember | Dezember | Dezember | Dezember | Dezember | Dezember | Dezember |
| Mo       | Di       | Mi       | Do       | Fr       | Sa       | So       |
| -------- | -------- | -------- | -------- | -------- | -------- | -------- |
|          |          | 1        | 2        | 3        | 4        | 5        |
| 6        | 7        | 8        | 9        | 10       | 11       | 12       |
| 13       | 14       | 15       | 16       | 17       | 18       | 19       |
| 20       | 21       | 22       | 23       | 24       | 25       | 26       |
| 27       | 28       | 29       | 30       | 31       |          |          |

## Ereignisse

### Politik und Weltgeschehen

#### Gregorianische Kalenderreform

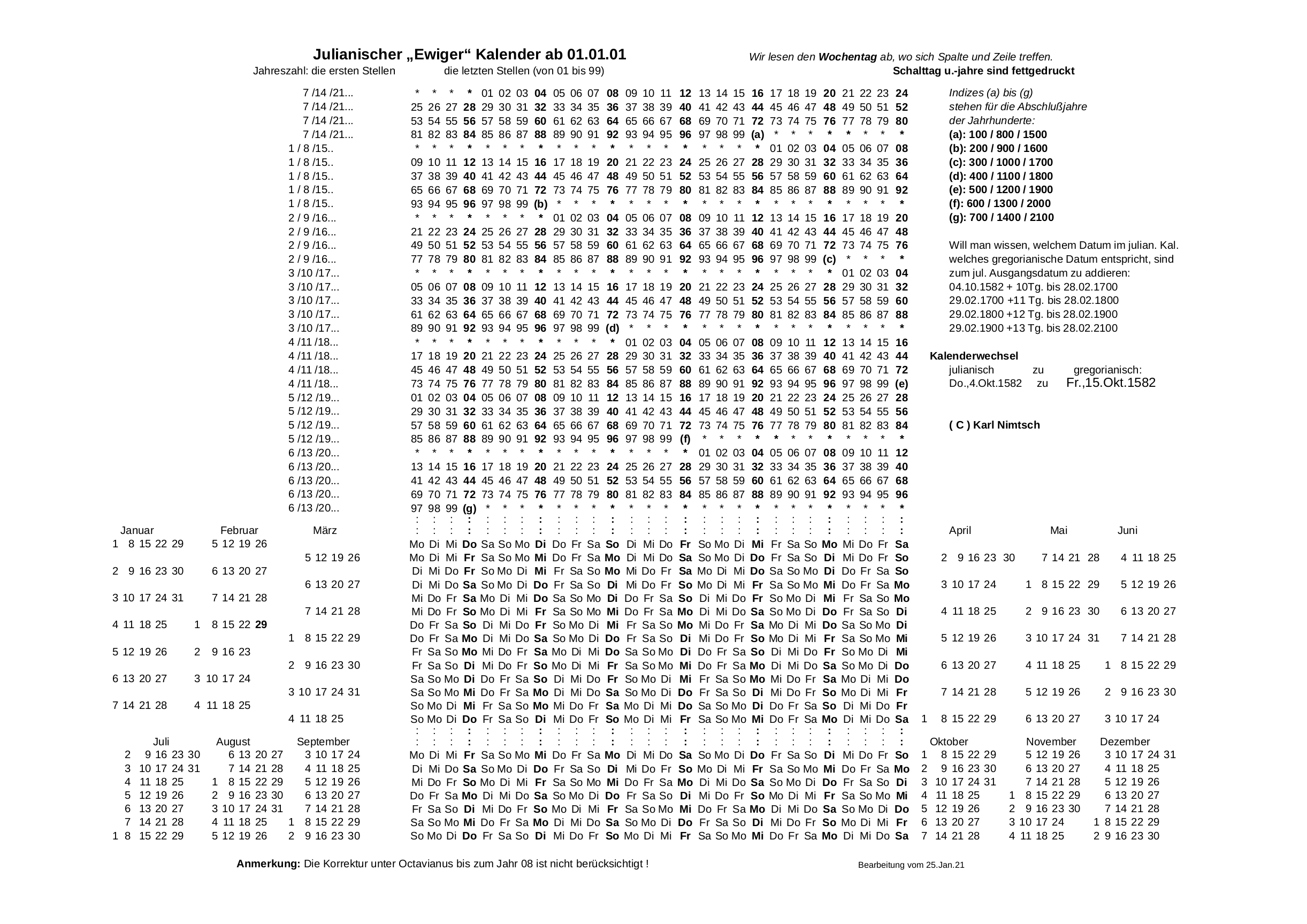
Kalender ab 1. Jan des Jahres 1 (Nicht berücksichtigt ist die Korrektur von Augustus bis zum Jahr 8)

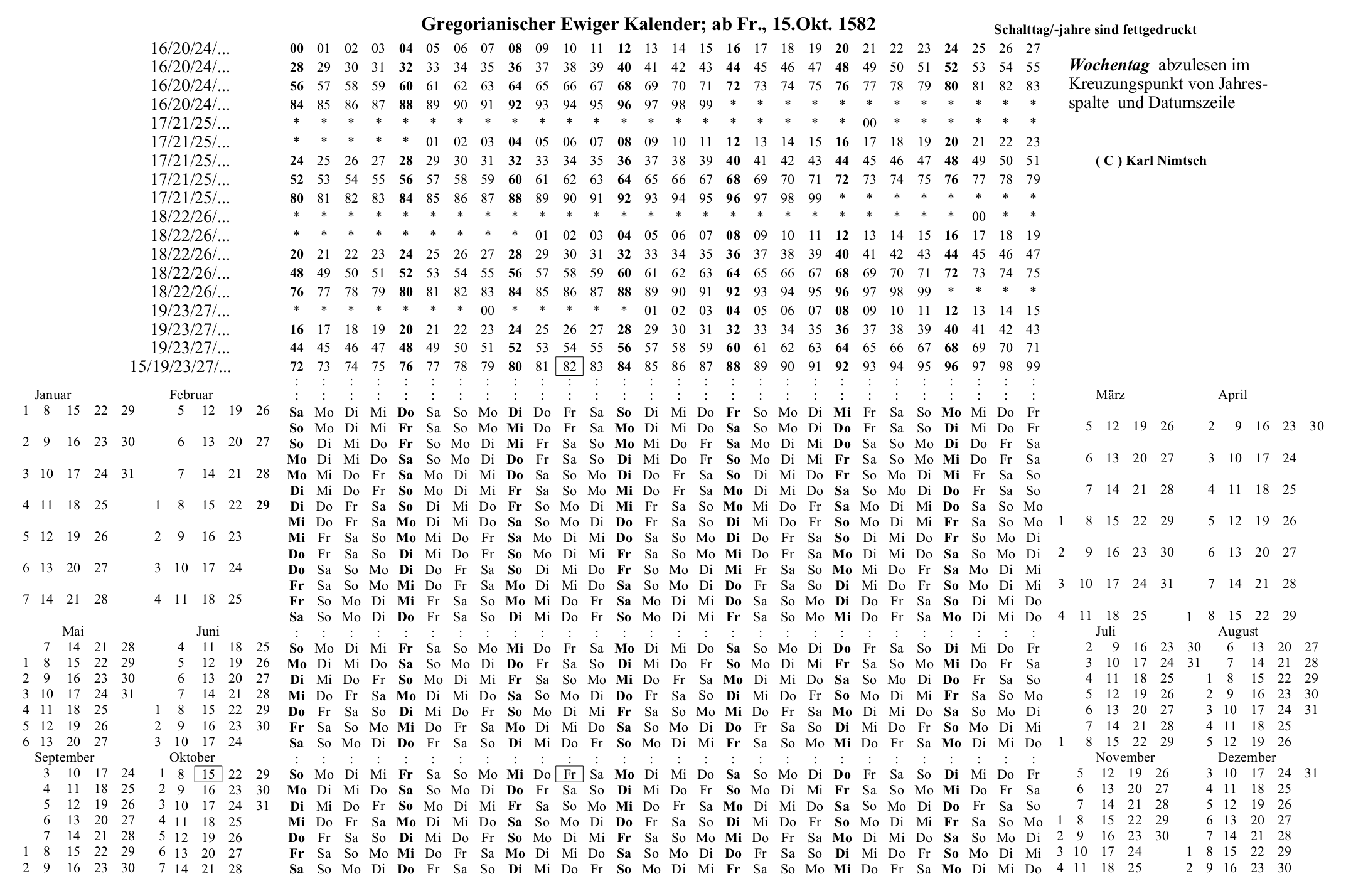
Ewiger Gregorianischer Kalender ab dem 15. Oktober 1582

Gregor XIII. unterschreibt am 24. Februar die Päpstliche Bulle Inter gravissimas zur Einführung des Gregorianischen Kalenders. Die Bulle dekretiert, dass die Tage vom 5. bis 14. Oktober 1582 zu entfallen haben und der 15. in diesem Jahr direkt auf Donnerstag, den 4. Oktober folgt. Auf diese Weise werde erreicht, dass im Jahre 1583 das Frühjahrsäquinoktium wieder auf den 21. März fällt. Zum anderen legte die Bulle fest, dass das Jahr 1600 wie üblich ein Schaltjahr ist, die Säkularjahre 1700, 1800 und 1900 jedoch nicht, dafür aber das Jahr 2000 wieder, und so weiter. So werde erreicht, dass es in den folgenden Jahrhunderten zu keiner weiteren systematischen Verschiebung des Frühjahrsäquinoktiums kommt. Der Kalenderstreit mit den Protestanten beginnt aufgrund deren Ablehnung des päpstlich dekretierten Kalenders.
Auf Donnerstag, den 4. Oktober, folgt in mehreren katholischen Ländern Freitag, der 15. Oktober; damit beginnt die Zeitrechnung nach dem Gregorianischen Kalender (Korrektionsjahr).

#### Livländischer Krieg / Zarentum Russland
- 15. Januar: Der Waffenstillstand von Jam Zapolski beendet den Livländischen Krieg. Der russische Zar Iwan der Schreckliche überlässt Livland der polnisch-litauischen Krone unter Stephan Báthory.
- 4. Februar: Die Belagerung von Pskow im Livländischen Krieg endet nach dem im Vertrag von Jam Zapolski vereinbarten Waffenstillstand mit dem Abzug der letzten polnisch-litauischen Einheiten von der russischen Stadt.

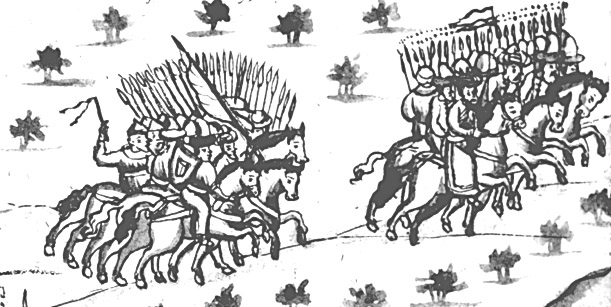
Der Fall von Qaschliq an Jermak und die Flucht von Kutschum Khan; Miniatur aus der Kungurer Chronik

- 23. Oktober: Der russische Kosakenataman Jermak Timofejewitsch erobert das tatarische Khanat Sibir nach der Schlacht am Tschuwaschenkap in der Nähe des heutigen Tobolsk und öffnete so den Weg zur Besiedlung großer Teile Westsibiriens. Die Hauptstadt Qaschliq fällt am 26. Oktober und wird in Sibir umbenannt. Die Eroberung des Khanates Sibir ist ein erster Schritt zur russischen Eroberung ganz Sibiriens.

#### Heiliges Römisches Reich
- 18. März: Auf Wilhelm I. von Oranien, einen Führer im Achtzigjährigen Krieg, verübt der Biskayer Jean Jaureguy ein Attentat, das das Opfer verletzt überlebt.
- Der Reichstag zu Augsburg erhebt Radkersburg zur Reichsfestung und bewilligt Kaiser Rudolf II. Finanzmittel für den Kampf gegen die Türken, auch wenn seit mehreren Jahrzehnten ein relativer Frieden mit dem Osmanischen Reich herrscht. Im Reichsfürstenrat wird künftig zwischen Alt- und Neufürsten unterschieden.
- Die Grafschaft Hoya fällt nach dem Tod des letzten Grafen Otto VIII. an die Welfen.

#### Amerika
- 16. April: Hernando de Lerma gründet die heutige Stadt Salta im Nordwesten Argentiniens unter dem Namen Ciudad de Lerma en el Valle de Salta.

#### Japan

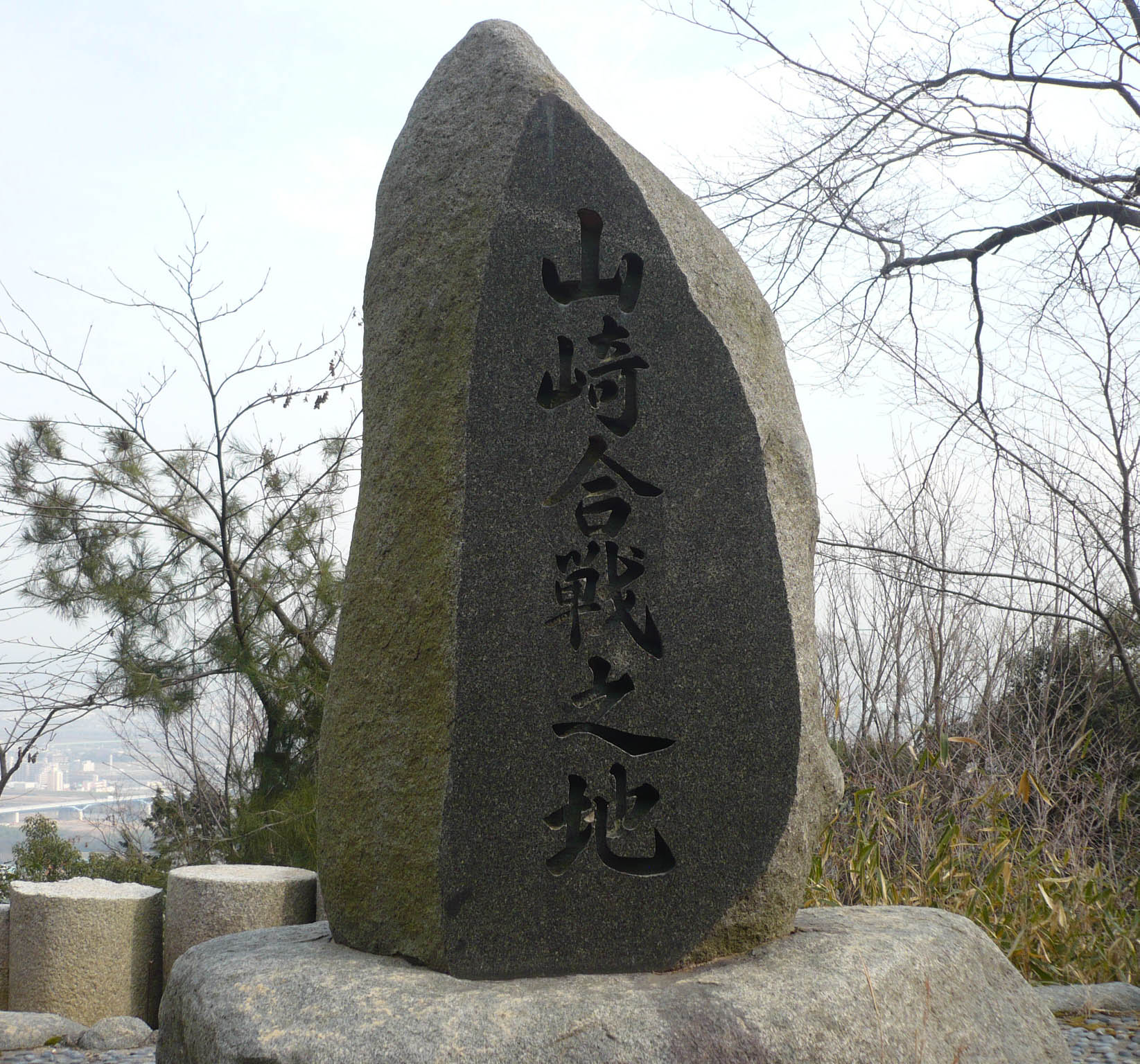
Gedenkstein für die Schlacht von Yamazaki

- 2. Juli: Nachdem Oda Nobunaga durch Akechi Mitsuhide am 21. Juni getötet worden ist, nutzt Toyotomi Hideyoshi seine Chance, besiegt Mitsuhide in der Schlacht von Yamazaki und sichert sich Nobunagas Nachfolge als zweiter Reichseiniger im Japan der Sengoku-Zeit.

### Wirtschaft

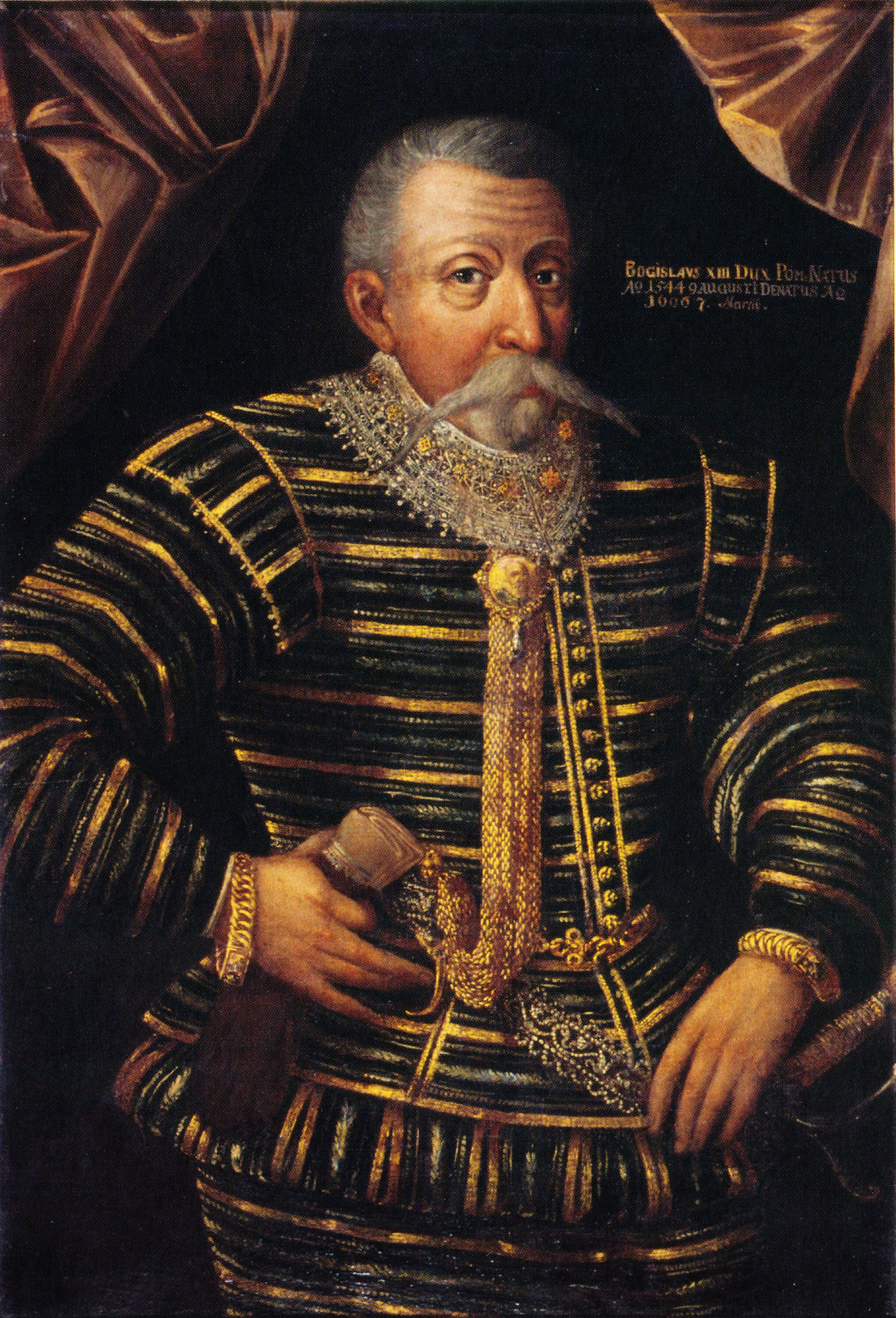
Herzog Bogislaw XIII.

- Die Herzogliche Druckerei in Barth wird gegründet. Herzog Bogislaw XIII. von Pommern lässt in der Stadt eine Offizin einrichten.

### Wissenschaft und Technik
- Die Universität Würzburg wird neu gestiftet.
- Der schottische König Jakob VI. gründet mittels königlicher Charter die University of Edinburgh.
- Im Franziskanerkloster in Zerbst/Anhalt erfolgt die Gründung der Francisceumsbibliothek als Teil des Gymnasium illustre Anhaltinum.

### Kultur und Gesellschaft
- 27. November: Das Aufgebot zur Heirat des 18-jährigen William Shakespeare mit Anne Hathaway wird bestellt.
- Giordano Bruno veröffentlicht die Komödie Candelaio in Buchform.

### Religion
- Kamillus von Lellis gründet den Kamillianer-Orden Ordo Clericorum Regularium Ministrantium Infirmis.

Der Jesuit Matteo Ricci wird als Assistent von Michele Ruggieri als Missionar nach China geschickt. Während seines Aufenthalts in Macau lernte Ricci bereits die chinesische Sprache und Schrift. Zunächst lässt er sich in Zhaoqing in der Provinz Guangdong nieder. Er findet großen Zuspruch bei den Chinesen und bringt 20 Jahre später die erste Weltkarte in China, die Kunyu Wanguo Quantu, heraus, auf der das Land China sich gemäß der Vorstellung der Chinesen tatsächlich in der Mitte der Welt befindend dargestellt wird. Riccis missionarische Tätigkeit begründet den Einzug des Christentums im China der Ming-Dynastie.

### Katastrophen
Wegen der Kriegsereignisse während der Desmond-Rebellionen kommt es in der irischen Grafschaft Munster zu einer Hungersnot.

## Geboren

### Geburtsdatum gesichert
- 06. Januar: Jaroslav Borsita von Martinic, böhmischer Adliger und königlicher Statthalter († 1649)
- 07. Januar: Magdalena von Brandenburg, Landgräfin von Hessen-Darmstadt († 1616)
- 26. Januar: Giovanni Lanfranco, italienischer Maler († 1647)
- 28. Januar: John Barclay, schottischer Dichter und Satiriker († 1621)
- 02. Februar: Erasmus Ungebaur, deutscher Rechtswissenschaftler († 1659)
- 12. Februar: Johann Jakob von Bronckhorst-Batenburg, kaiserlicher Feldherr im Dreißigjährigen Krieg († 1630)
- 17. Februar: Georg von Braunschweig und Lüneburg-Calenberg, Herzog der Fürstentümer Calenberg und Göttingen († 1641)
- 20. Februar: Valentin Riemer, deutscher Rechtswissenschaftler († 1635)
- 03. März: Johan De la Gardie, schwedischer Adliger und Inhaber höchster Staatsämter († 1642)
- 07. März: Kaspar Ernst von Knoch, Beamter der Fürstentümer Anhalt-Bernburg und Anhalt-Dessau und Mitglied der Fruchtbringenden Gesellschaft († 1641)
- 13. April: Bernhard von Krosigk, anhaltischer Offizier († 1620)
- 29. April: Albert Friedrich von Brandenburg, Markgraf von Brandenburg († 1600)
- 05. Mai: Johann Friedrich, Herzog von Württemberg († 1628)
- 20. Mai: Georg von der Wense, deutscher Verwaltungsbeamter († 1641)
- 04. Juni: Rudolf von Drachenfels, deutscher Verwaltungsbeamter und Gelegenheitsdichter († 1656)
- 28. Juni: William Fiennes, 1. Viscount Saye and Sele, englischer Adeliger und Politiker († 1662)
- 06. August: Wolfgang Schaller, deutscher Mediziner († 1626)
- 07. August: Johann von den Birghden, deutscher Postmeister († 1645)
- 08. August: Albrecht Günther, Graf von Schwarzburg-Rudolstadt († 1634)
- 11. August: Sabina Catharina von Ostfriesland, Gräfin von Rietberg († 1618)
- 26. August: Enoch Heiland, deutscher Rechtswissenschaftler († 1639)
- 28. August: Hans Meinhard von Schönberg, kurpfälzischer und kurbrandenburgischer Feldobrist und Hofmeister des Kurfürsten Friedrich V. von der Pfalz († 1616)
- 28. August: Taichang, chinesischer Kaiser der Ming-Dynastie († 1620)
- 26. September: Eitel Friedrich von Hohenzollern, Bischof von Osnabrück († 1625)
- 02. Oktober: August, Pfalzgraf und Herzog von Sulzbach († 1632)
- 17. Oktober: Johann Gerhard, deutscher lutherischer Theologe († 1637)
- 19. Oktober: Dimitri, Zarewitsch von Russland († 1591)
- 22. Oktober: Francesco Piccolomini, 8. General der Societas Jesu († 1651)
- 14. November: Kraft zu Hohenlohe-Neuenstein-Öhringen, Graf von Hohenlohe-Neuenstein († 1641)
- 29. November: Heinrich Höpfner, deutscher evangelisch-lutherischer Theologe und Hochschullehrer († 1642)
- 30. November: Anselm Casimir Wambolt von Umstadt, Erzbischof und Kurfürst von Mainz († 1647)
- 06. Dezember: Anton Nesen, deutscher Rechtswissenschaftler († 1640)
- 15. Dezember: Arnold Engelbrecht, Kanzler des Fürstentums Braunschweig-Wolfenbüttel († 1638)

### Genaues Geburtsdatum unbekannt
- Gregorio Allegri, italienischer Komponist († 1652)
- Philipp Dirr (auch Philipp Thürr), deutscher Kistler und Bildhauer († 1633)
- William Juxon, Erzbischof von Canterbury († 1663)
- Johann Christoph Neyffer, württembergischer Maler und Zeichner († 1632)

## Gestorben

### Todesdatum gesichert
- 23. Januar: Jean Bauhin, französischer Arzt (* 1511)
- 26. Januar: Thomas Platter der Ältere, schweizerischer Schriftsteller (* 1499)
- 12. März: Andreas Ellinger, deutscher Mediziner und neulateinischer Dichter (* 1526)
- 15. März: Elisabeth von Hessen, Kurfürstin von der Pfalz (* 1539)
- 22. März: Anna von Nassau-Saarbrücken, Äbtissin des Klosters Herbitzheim (* 1508)
- 22. März: Daniel Brendel von Homburg, Erzbischof und Kurfürst von Mainz (* 1523)
- 03. April: Takeda Katsuyori, Daimyō der japanischen Sengoku-Zeit (* 1546)
- 03. April: Takeda Nobukatsu, Sohn von Takeda Katsuyori (* 1567)
- 03. oder 4. Mai: Giorgio Mainerio, italienischer Komponist (* 1530/40)
- 05. Mai: Charlotte de Bourbon-Montpensier, als dritte Ehefrau Wilhelms I. von Oranien-Nassau Fürstin von Oranien (* 1546 oder 1547)
- 24. Mai: Philipp von Lalaing, Graf von Lalaing, Statthalter von Hennegau (* 1537)
- 09. Juni: Philippe-Christine de Lalaing, Verteidigerin der Stadt Tournai (* 1545)

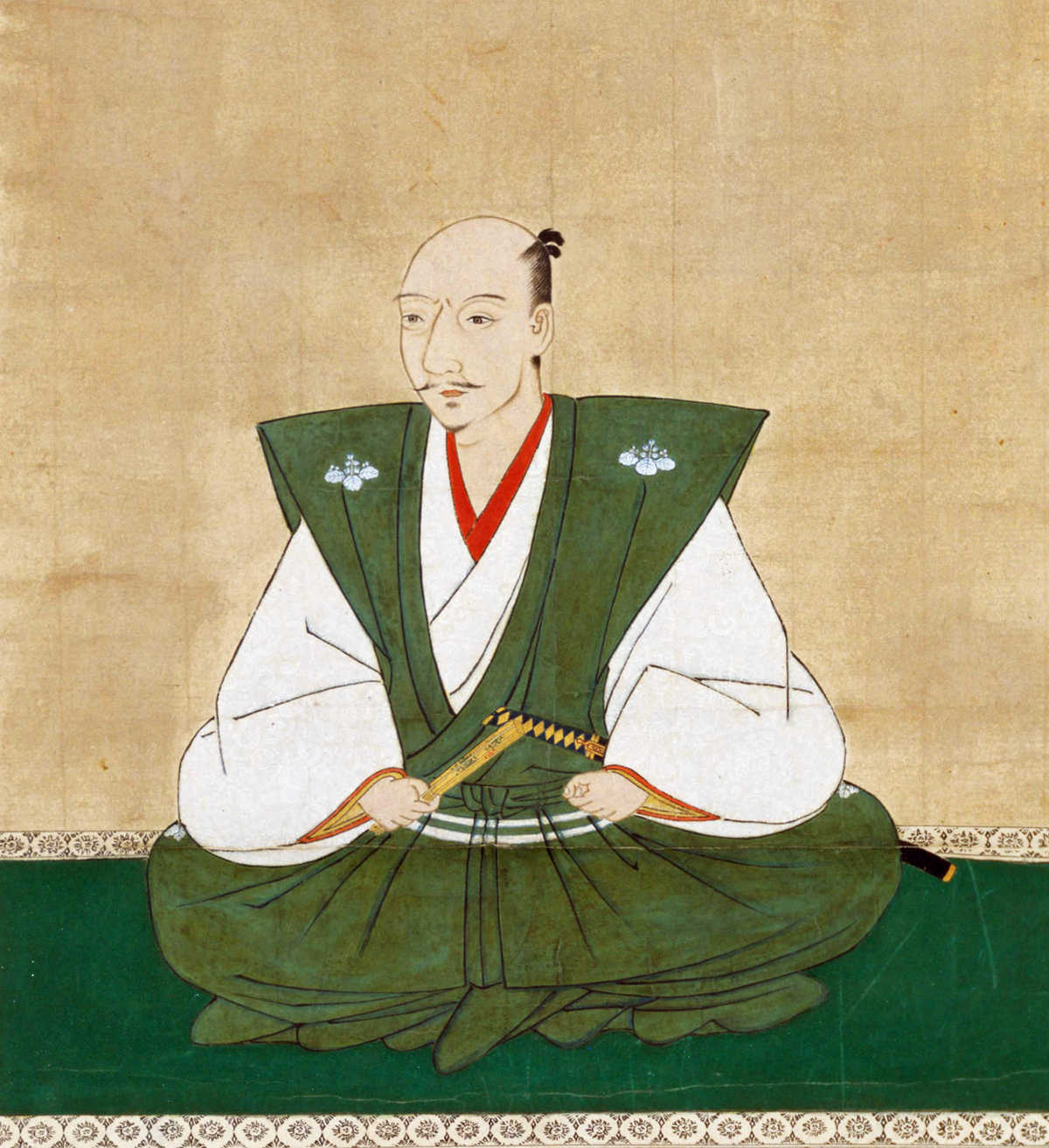
Oda Nobunaga

- 21. Juni: Nobukimi Anayama, japanischer Samurai (* 1541)
- 21. Juni: Oda Nobunaga, japanischer Fürst (Daimyō) und einer der „drei Reichseiniger“ (* 1534)
- 21. Juni: Oda Nobutada, japanischer Samurai und Sohn von Oda Nobunaga (* 1554)
- 24. Juni: Wolfgang von Paler der Ältere, deutscher Kaufmann und Bankier (* 1504)
- 02. Juli: Akechi Mitsuhide, japanischer General (* 1528)
- 08. Juli: Lucas Lossius, deutscher Musiktheoretiker und Schriftsteller (* 1508)
- 15. August: Francisco de Toledo, spanischer Heerführer und Vizekönig von Peru (* 1515)
- 16. August: Pietro Perna, italienischer Buchdrucker und Verleger (* vor 1522)
- 24. August: Anna, Gräfin von Tecklenburg, Bentheim und Steinfurt (* 1532)
- 23. September: Louis III. de Bourbon, Herzog von Montpensier, französischer Heerführer (* 1513)
- 28. September: George Buchanan, schottischer Humanist, Philosoph, Historiker und Dichter (* 1506)

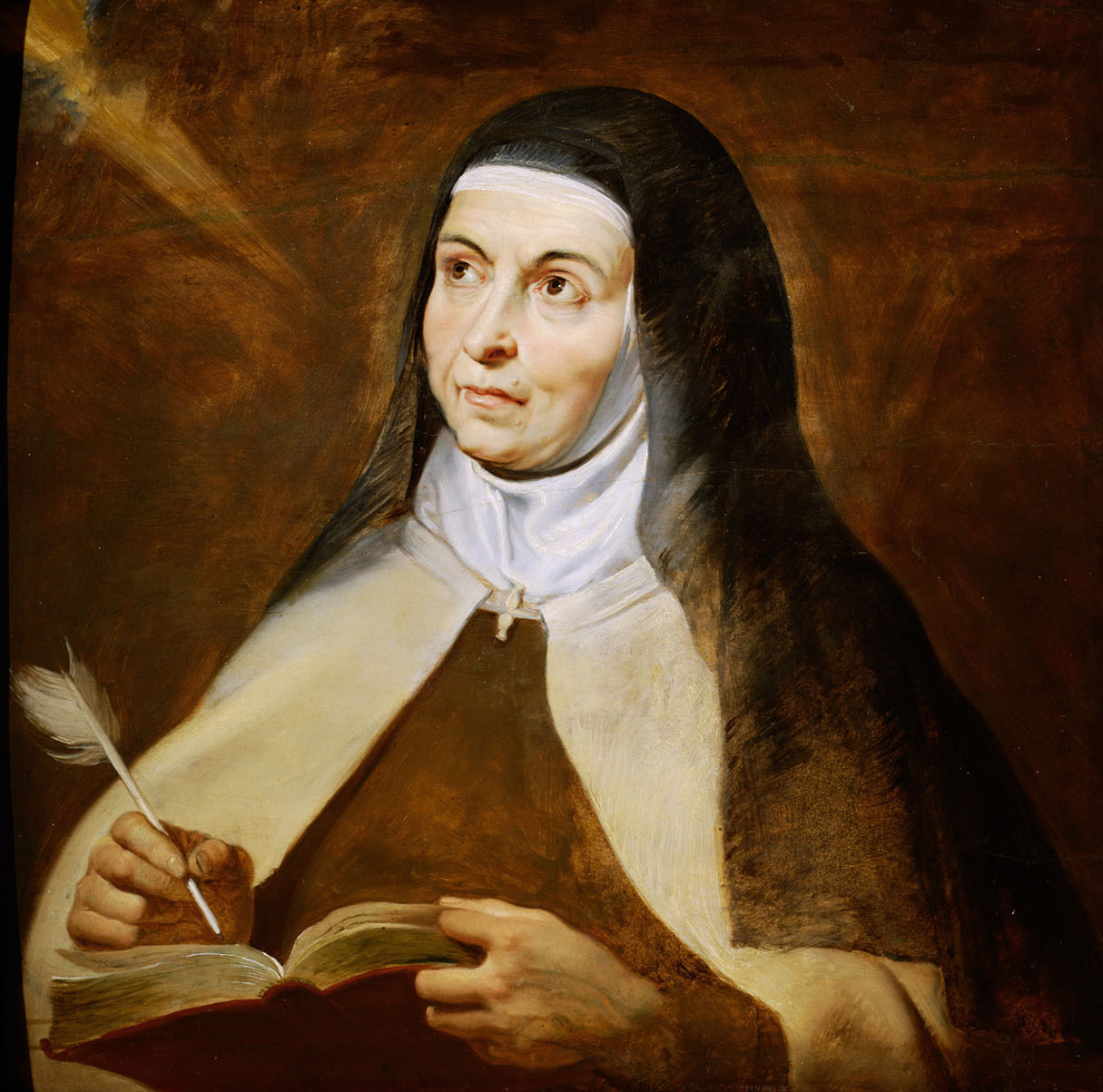
Teresa von Ávila

- 04. Oktober: Teresa von Ávila, spanische Nonne und Kirchenlehrerin, Heilige (* 1515)
- 15. Oktober: Peter Buchner, Bürgermeister von Leipzig (* 1528)
- 27. Oktober: Vratislav von Pernstein, böhmisch-mährischer Adliger und Oberstkanzler von Böhmen (* 1530)
- 11. Dezember: Fernando Álvarez de Toledo, Herzog von Alba, spanischer Feldherr und Staatsmann (* 1507)

### Genaues Todesdatum unbekannt
- Johann Aurpach, deutscher Dichter und Jurist (* 1531)
- Ulrich Campell, Schweizer Reformator und rätoromanischer Liederdichter (* um 1510)